# Вассен, Магнус
Стен Магнус Вассен (швед. Sten Magnus Wassén, 1 сентября 1920, Партилле, Вестра-Гёталанд, Швеция — 23 июня 2014, Гётеборг, Швеция) — шведский яхтсмен, бронзовый призёр летних Игр в Хельсинки (1952).
Выступал за клуб GKSS из Гётеборга.
На летних Олимпийских играх в Хельсинки (1952) в составе экипажа, в который входил и его брат Фольке Вассен, завоевал бронзовую медаль в соревнованиях по парусному спорту в классе яхт 5,5 метров.